# Torpedo macneilli
Torpedo macneilli е вид хрущялна риба от семейство Torpedinidae.

## Разпространение
Видът е разпространен във водите около Австралия (Западна Австралия, Куинсланд, Нов Южен Уелс, Тасмания и Южна Австралия).